# Нишапур
 Тази статия е за града в Иран.  За шахрестана вижте Нишапур (шахрестан).  
Нишапур (на фарси نیشابور) е град в Североизточен Иран, провинция Хорасан. Разположен е в плодородна равнина в подножието на планините Биналуд, близо до регионалния център Машхад. Населението му е около 239 хил. души (2011 г.).

## История
Нишапур заема важно стратегическо положение по Хорезмийския път, дял от древния Път на коприната, свързващ Средиземноморието с Китай. Той се намира на границата между Иранското плато и Централна Азия. В близост до Нишапур се намират мини, които в продължение на векове са основният производител на тюркоаз в света.
Името на града произлиза от това на неговия основател, известния сасанидски владетел Шапур I, за когото се смята, че е основал града през 3 век. След период на разцвет Нишапур запада, но през 9 век отново е във възход при управлението на Тахиридите, когато се превръща във важен център за произвоство на керамика.
През август 921 г. малко преди Ибн Фадлан да посети Нишапур по време на описаното от него пътешествие до Волжка България, в града е екзекутиран шиитският сепаратист Лейла бну Нуаман ад Дайлами, привърженик на имам ал-Табари.
През 1037 г. селджукският владетел Тогрул I превръща Нишапур в своя столица и градът става един от основните политически центрове на ислямския свят, наред с Багдад и Кайро. Низам ал-Мулк основава там едно от най-големите училища (мадраса низамия) след това в Багдад. През следващите десетилетия той губи водещото си положение, тъй като интересите на селджуките се изместват на запад. През 13 век Нишапур е тежко засегнат от нашествието на монголите, след което керамичната промишленост не успява да се възстанови.

## Известни личности
Родени в Нишапур
- Фарик Атар (1145–1225), поет и философ
- Омар Хаям (1048-1123), учен и поет

Починали в Нишапур
- Камал ол-Молк (1847-1940), художник
- Омар Хаям (1048-1123), учен и поет